# گیلزبورو
گیلزبورو (به انگلیسی: Guilsborough) یک روستا و محله مدنی در بریتانیا است که در Daventry واقع شده‌است. گیلزبورو ۶۹۲ نفر جمعیت دارد.